# Сушеница топяная
Сушени́ца топяна́я, или Сушеница боло́тная (лат. Gnaphálium uliginósum) — вид однолетних травянистых кустовых растений с разветвлённым стеблем с зеленоватым опушением из рода Сушеница семейства Астровые.
Народные названия: жабья трава, горлянка, порезная трава, червивая трава.

## Ботаническое описание

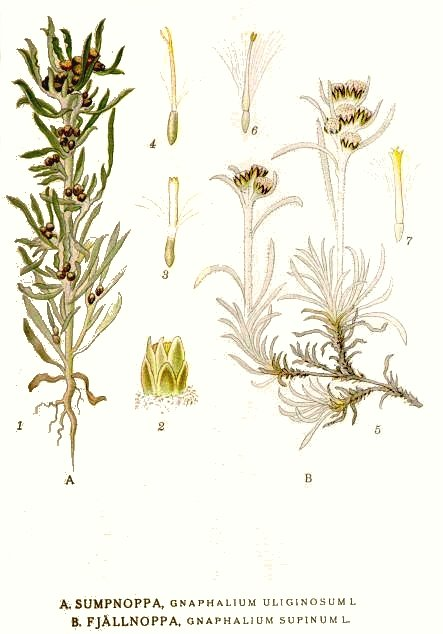
Сушеница болотная. Илл. в Bilder ur Nordens Flora

Стебель от основания распростёрто-ветвистый, высотой от 10 до 30 см. Всё растение покрыто густым беловойлочным опушением.
Листья очерёдные, мелкие, линейно-ланцетовидные, продолговатые, туповатые к основанию, суженные в черешок.
Цветки мелкие, с хохолком, от светло-жёлтых до желтовато-коричневых, срединные — трубчатые, краевые — нитевидные; собраны в яйцевидные корзинки, скученные тесными пучками на верхушках стеблей. Цветёт в июне — августе.
Плоды — мелкие зеленовато-серые семянки.

## Распространение и экология
Растение распространено в холодных и умеренных регионах Евразии от Исландии, Великобритании и Португалии на западе до Кореи и Японии на востоке, включая европейскую часть России, Сибирь и Дальний Восток. Встречается в Ленинградской области.
Растёт на заливных и залежных лугах, на заболоченных берегах озёр и рек, по канавам, в пойменных лесах, на пашнях, у дорог и близ жилья, её можно увидеть как сорное растение на огородах с избыточно увлажнённой почвой и картофельных полях.

## Использование
Для лекарственных целей траву сушеницы топяной (лат. Herba Gnaphalii uliginosi) собирают в период цветения, выдёргивая с корнем. Сушат сырьё на воздухе, под навесом, на чердаках или в сушилках при температуре до 40 °С. В сырье содержатся флавоноиды, дубильные вещества, каротиноиды, эфирное масло.
Сушеница применяется для заживления ран, язв, ожогов (в виде масляных извлечений), в начальной стадии гипертонической болезни, при стенокардии, язве желудка и двенадцатиперстной кишки (в виде настоя), при сахарном диабете, обладает сосудорасширяющим действием.
В народной медицине применяется при грудной жабе, туберкулёзе лёгких, диабете, при нервной возбудимости, сердцебиении, гипертонической болезни, при заболеваниях желудка и кишечника — в виде отвара, экстракта и мази.

## Противопоказания
Растение противопоказано при: тромбофлебите, артериальной гипотензии.

## Классификация

### Таксономия[9]
Gnaphalium uliginosum L., 1753, Sp. Pl. : 856
Вид Сушеница болотная относится к роду Сушеница семействf Астровые (Asteraceae) порядка Астроцветные (Asterales). Кладограмма в соответствии с Системой APG IV:
|  |                                      |  |                                   |                                   |                    |  | ещё 10 семейств | ещё 10 семейств |                   |  |  |  | еще 63 подтвержденных и 209 в статусе "непроверенных" видов и инфравидовых таксонов |
|  |                                      |  |                                   |                                   |                    |  | ещё 10 семейств | ещё 10 семейств |                   |  |  |  | еще 63 подтвержденных и 209 в статусе "непроверенных" видов и инфравидовых таксонов |
|  |                                      |  |                                   | порядок Астроцветные              |                    |  |                 |                 | род Сушеница      |  |  |  |                                                                                     |
|  |                                      |  |                                   | порядок Астроцветные              |                    |  |                 |                 | род Сушеница      |  |  |  |                                                                                     |
|  | отдел Цветковые, или Покрытосеменные |  |                                   |                                   | семейство Астровые |  |                 |                 | Сушеница болотная |  |  |  |                                                                                     |
|  | отдел Цветковые, или Покрытосеменные |  |                                   |                                   | семейство Астровые |  |                 |                 |                   |  |  |  |                                                                                     |
|  |                                      |  | ещё 63 порядка цветковых растений | ещё 63 порядка цветковых растений |                    |  |                 | ещё 1804 рода   | ещё 1804 рода     |  |  |  |                                                                                     |
|  |                                      |  |                                   | ещё 63 порядка цветковых растений |                    |  |                 |                 | ещё 1804 рода     |  |  |  |                                                                                     |

## Синонимы
- Dasyanthus uliginosus  (L.)  Bubani
- Filaginella malzii  Opiz
- Filaginella uliginosa  (L.)  Opiz
- Filaginella uliginosa subsp. uliginosa
- Gnaphalium aquaticum  Mill.
- Gnaphalium laevissimum  Schur
- Gnaphalium nudum  Hoffm. ex J.F.Gmel.
- Gnaphalium tomentosum  Hoffm.
- Gnaphalium uliginosum f. condensatum  Domin
- Gnaphalium uliginosum f. uliginosum
- Gnaphalium uliginosum subsp. nudum  (Hoffm. ex J.F.Gmel.)  Nyman
- Gnaphalium uliginosum subsp. uliginosum
- Gnaphalium uliginosum var. pilulare  (Wahl)  Alph.Wood
- Gnaphalium uliginosum var. uliginosum
- Gnaphalium uliginosum var. vaillantii  Leredde
- Gnaphalodes evacinum  Sond.